# معاهدة عدم الاعتداء السوفييتية الفرنسية

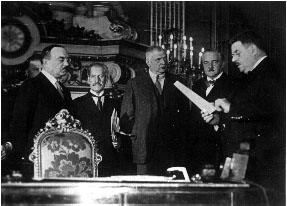
فاليريان دوفجاليفسكي، الممثل المفوض للاتحاد السوفييتي في فرنسا، يقرأ نص المعاهدة بحضور رئيس الوزراء الفرنسي إدوارد هيريوت

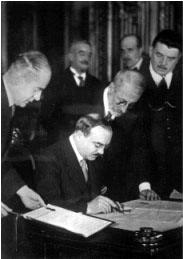
الممثل المفوض للاتحاد السوفييتي في فرنسا فاليريان دوفجاليفسكي يوقع على معاهدة عدم الاعتداء

كانت معاهدة عدم الاعتداء السوفييتية الفرنسية معاهدة عدم اعتداء تم التوصل إليها في 29 نوفمبر 1932 بين الاتحاد السوفييتي وفرنسا. وقد سبق الاتفاق مفاوضات مطولة، بدأت في عام 1928.

## خلفية
في ربيع عام 1931، عادت العلاقات الفرنسية السوفييتية إلى الظهور من جديد، بعد أن كانت في أزمة منذ خريف عام 1930. في 20 أبريل 1931، اقترحت وزارة الخارجية الفرنسية على مفوضية الشعب للشؤون الخارجية إبرام معاهدة عدم اعتداء ومعاهدة تجارية بين البلدين. ورحبت موسكو بهذه المقترحات، وفي 10 أغسطس/آب 1931، وقع الاتحاد السوفييتي وفرنسا بالأحرف الأولى على معاهدة عدم اعتداء. وبشكل غير متوقع، طالب قصر الإليزيه في سبتمبر/أيلول 1931 بأن يقترن اتفاق عدم الاعتداء السوفييتي الفرنسي باتفاق عدم اعتداء بين الاتحاد السوفييتي وبولندا. وفي يناير/كانون الثاني 1932، أضافت باريس أن التوقيع الأولي على اتفاقية مماثلة بين موسكو وبوخارست أصبح إلزامياً لإبرام معاهدة عدم اعتداء بين فرنسا والاتحاد السوفيتي.
أصبح من الواضح عدم احتمال التوقيع الوشيك على معاهدة عدم اعتداء سوفييتية فرنسية في ربيع عام 1932، عندما أعلن رئيس الحكومة الفرنسية أندريه تارديو فكرة التقارب بين دول الدانوب الخمس (النمسا والمجر وتشيكوسلوفاكيا ورومانيا ويوغوسلافيا). وأثارت هذه الخطوة انتقادات في موسكو. وعلى الرغم من حقيقة أن مشروع الدانوب في تارديو كان بمثابة مبادرة معادية لألمانيا، فإن الدبلوماسيين السوفييت اشتبهوا في أن ظهور اتحاد الدانوب يشكل تهديدًا عسكريًا للاتحاد السوفييتي. في مايو 1932، أصدر المكتب السياسي للجنة المركزية للحزب الشيوعي لعموم الاتحاد (البلاشفة) توجيهات بدراسة مشاكل حرب دول أوروبا الوسطى ضد الاتحاد السوفييتي ودور فرنسا. لكن مشروع تارديو لم ينفذ بسبب المواجهة بين ألمانيا وإيطاليا.
مع استقالة تارديو وتشكيل حكومة إدوارد هيريو في 3 يونيو/حزيران 1932، عادت الاتصالات السوفييتية الفرنسية إلى طابعها الديناميكي. وتم تسهيل ذلك من خلال توقيع موسكو على معاهدة عدم اعتداء مع وارسو في 25 يوليو/تموز 1932. في أغسطس/آب 1932، تم توقيع عقد كبير لتوريد النفط السوفييتي إلى فرنسا، وأخبر هيريوت دوفجاليفسكي، المفوض السوفييتي في باريس، أنه لا يريد إخضاع الاتفاق السوفييتي الفرنسي للاتفاق السوفييتي الروماني.

## الاتفاق
ونتيجة لذلك، تم توقيع معاهدة عدم الاعتداء الفرنسية السوفيتية في 29 نوفمبر 1932.
وقد نصت المادة الأولى من المعاهدة على أن الأطراف تتعهد بشكل متبادل بعدم اللجوء (بشكل منفرد أو مشترك مع دول أخرى) إلى الحرب أو مهاجمة بعضها البعض، كما تتعهد باحترام حرمة أراضي طرف آخر في المعاهدة.
وتضمنت المادة الثانية التزام الأطراف بالحفاظ على الحياد وعدم تقديم المساعدة والدعم للمعتدي أو المعتدين إذا تعرض أحد الطرفين للهجوم.
وفي المادة الثالثة، صرح كل طرف بأنه "غير ملزم بأي اتفاق يفرض عليه التزامًا بالمشاركة في هجوم من قبل دولة ثالثة".
وبموجب المادة الرابعة، تعهد الطرفان "بعدم المشاركة في أي اتفاق دولي من شأنه أن يترتب عليه عمليًا حظر الشراء من الطرف الآخر، أو بيع السلع له، أو تقديم القروض له، وعدم اتخاذ أي إجراء من شأنه أن يستبعد الطرف الآخر من أي مشاركة في تجارته الخارجية".
وتضمنت المادة الخامسة التزاما متبادلا بعدم التدخل في الشؤون الداخلية لكل طرف، وخاصة الامتناع عن "أي عمل من شأنه التحريض أو تشجيع أي إثارة أو دعاية أو محاولة تدخل" وما إلى ذلك.
وفي عام 1932، أبرم الاتحاد السوفييتي اتفاقيات مماثلة مع فنلندا وبولندا ولاتفيا وإستونيا.